# Rita Joe
Rita Joe (née Rita Bernard le 15 mars 1932 - décédée le 20 mars 2007) était une auteure, poétesse et chansonnière Mi'kmaq, souvent qualifiée de poète lauréate des Mi'kmaq.

## Biographie
Née en 1932 à Whycocomagh, sur l'île du Cape Breton en Nouvelle-Écosse, elle est la plus jeune fille survivante de Joseph (Josie) Gould Bernard et d'Annie (Googoo) Bernard, appartenant tous les deux à la nation Mi'kmaq et vivant dans une réserve concédée à ce peuple. Alors qu'elle a cinq ans, sa mère meurt et elle est accueillie dans une famille d'accueil. À neuf ans, elle retourne vivre sur la réserve avec son père et les membres de sa fratrie. Environ un an plus tard, son père meurt à son tour et elle repart en famille d'accueil.
À 12 ans, elle est mise dans un pensionnat, établissement scolaire et d'hébergement destiné aux enfants amérindiens, de Shubenacadie, en Nouvelle-Écosse. L'usage de la langue Mi'kmaq y est interdit, et les enfants subissent différentes humiliations,. Elle y reste huit ans.
Elle travaille ensuite en Nouvelle-Écosse avant de s'installer à Boston. Elle y rencontre son futur mari, Frank Joe et l'épouse en 1954. Ils auront huit enfants, et en adopteront deux autres. Ils reviennent s'installer au Cap-Breton, sur la réserve d’Eskasoni.
En 1978 son premier livre, The poems of Rita Joe, est publié. De son vivant elle publie six autres livres, dont, notamment, le livre autobiographique The song of Rita Joe, dans lequel elle relate certaines de ses expériences au Pensionnat autochtone du Canada de Shubenacadie, un des nombreux Pensionnats autochtones existant au Canada à cette époque. Elle célèbre aussi dans ses ouvrages la culture Mi'kmaq. Elle utilise ses revenus littéraires pour reprendre des études.
En 1989 elle est faite membre de l'Ordre du Canada. En 1992, elle devient membre du conseil privé du Canada de la reine - une des quelques personnes à en faire partie s'en être politicien,.
À la fin de sa vie, Joe souffre de la maladie de Parkinson.  Elle meurt en 2007,,. Elle a été qualifiée (de façon honorifique) d'ambassatrice de son peuple, mais aussi de poète lauréate.
La pièce de théâtre de George Ryga The ecstasy of Rita Joe (traduite en français par Gratien Gélinas sous le titre Rita Joe) porte en grande partie sur elle.

## Œuvre
- Poems of Rita Joe (1978)
- Song of Eskasoni (1988)
- Lnu And Indians We're Called (1991,  (ISBN 0-921556-22-5))
- Kelusultiek (1995)
- Song of Rita Joe: Autobiography of a Mi'kmaq Poet (1996,  (ISBN 0-8032-7594-3))
- The Mi'kmaq Anthology (1997)
- We are the dreamers: recent and early poetry (1999,  (ISBN 978-1-895415-46-9))

### Publication traduite en français
- Nous sommes les rêveurs, Éditions Mémoire d'encrier, Montréal (Qc), Canada, août 2016

## Distinctions
- Membre de l'Ordre du Canada, 1989
- Membre du conseil privé de la reine, 1992
- Doctorat honoris causa en droit de l'Université Dalhousie, 1993
- Doctorat honoris causa en lettres de l'Université Cape Breton College (désormais Université du Cape Breton), 1997
- Prix national de réussite autochtone, 1997
- Doctorat Honoris causa en lettres humaines de l'Université Mont Saint Vincent, 1998